# ألميرانتي تامانداري
ألميرانتي تامانداري هي بلدية في البرازيل، تتبع بارانا، بلغ عدد سكانها 103٬204  نسمة، في 2010، تبلغ مساحتها 195٫145 كيلومتر مربع.

## الموقع
تشترك في الحدود مع:
- كوريتيبا.